# Crato (Ceará)
Crato é um município brasileiro do estado do Ceará. Situa-se no Cariri cearense, conhecido popularmente como o "Oásis do Sertão" pelas características climáticas mais úmidas e favoráveis à agropecuária. Faz divisa com o estado de Pernambuco, constituindo também um entroncamento rodoviário que a interliga ao Piauí, à Paraíba e a Pernambuco, além da capital do Ceará, Fortaleza.
É uma das cidades mais importantes e antigas do Ceará, situando-se atualmente como sua sexta cidade mais populosa, a 3ª mais desenvolvida e o 7ª maior PIB do estado. Integra da Região Metropolitana do Cariri. Por ser localizado no sopé da Chapada do Araripe, suas temperaturas são relativamente baixas no inverno, embora elevadas no verão, ao contrário de outras áreas do Nordeste.
Integrante da Região Metropolitana do Cariri, Crato se constitui numa cidade com grande expressão regional. Destaca-se na função de comercialização de produtos rurais, oriundos do desenvolvimento da agricultura nos vales irrigados da região do Cariri. Nesta área, destaca-se a famosa Exposição Agropecuária do Crato (Expocrato), feira agropecuária que inclui também shows com bandas e cantores famosos e atrai milhares de visitantes à cidade todo mês de julho.

## Etimologia
O topônimo Crato vem do latim curatus, que significa padre ou designação de lugares com condições de tornar-se paróquia, podendo ser uma alusão a:
- a vila portuguesa do Crato, no Distrito de Portalegre, região Alentejo e sub-região do Alto Alentejo;
- Curato de São Fidélis de Sigmaringa, que corrompeu-se depois para Curato de São Fidélis, Curato, Crato.

Já o topônimo Miarada é uma alusão a um dos chefes da tribo do Kariri, batizado com esse nome.
Sua denominação original era Missão do Miranda, depois Missão dos Cariris Novos, Aldeia do Brejo Grande e Vila Real do Crato e, desde 1842, Crato.

## História
As terras as margens do rio Jaguaribe-Mirim (e seus afluentes) e da Chapada do Araripe eram habitadas por diversas etnias indígenas, dentre elas os Kariri, Aquijiró, Guariú, Xocó, Quipapaú e tantas outras, antes da chegada das entradas e/ou missões religiosas dos portugueses, italianos, baianos, paraibanos e sergipanos.

### Entradas dos Sertões de Dentro e a Missão Capuchinha
Com a expulsão dos neerlandeses do nordeste brasileiro, os portugueses e outros brasileiros puderam adentrar e explorar melhor a terra do Siará Grande.
Acredita-se que primeira penetração no território do Cariri aconteceu durante século XVII, com a bandeira dos irmãos Lobato Lira. Desta bandeira, participaram dois religiosos: um padre secular e um frade capuchinho, que ganharam a confiança dos índios Kariri e conseguiram aldeá-los. Estes exploradores subiram o leito do Jaguaribe-Mirim e instalaram nos arredores da cachoeira dos Kariri (cachoeira de Missão Velha).
Tempos depois, o frade capuchinho Carlos Maria de Ferrara organizou, às margens do rio Itaitera (água que corre entre pedras), o maior e mais importante aldeamento de silvícolas na região. Este recebeu o nome de "Missão do Miranda", em homenagem a um dos chefes da tribo batizado com esse nome. Mais tarde, também aparecem as denominações "Miranda" e "Cariris Novos". A Missão do Miranda, sob a administração dos capuchinhos, prosperou, devido à fertilidade do solo e abundância de água, que possibilitaram o cultivo da cana-de-açúcar, mandioca e cereais. Manuel Carneiro da Cunha e Manuel Rodrigues Ariosto requereram, através da lei de sesmaria, a posse das terras adjacentes ao Rio Salgado, fato que culminou na elevação da missão a povoação.

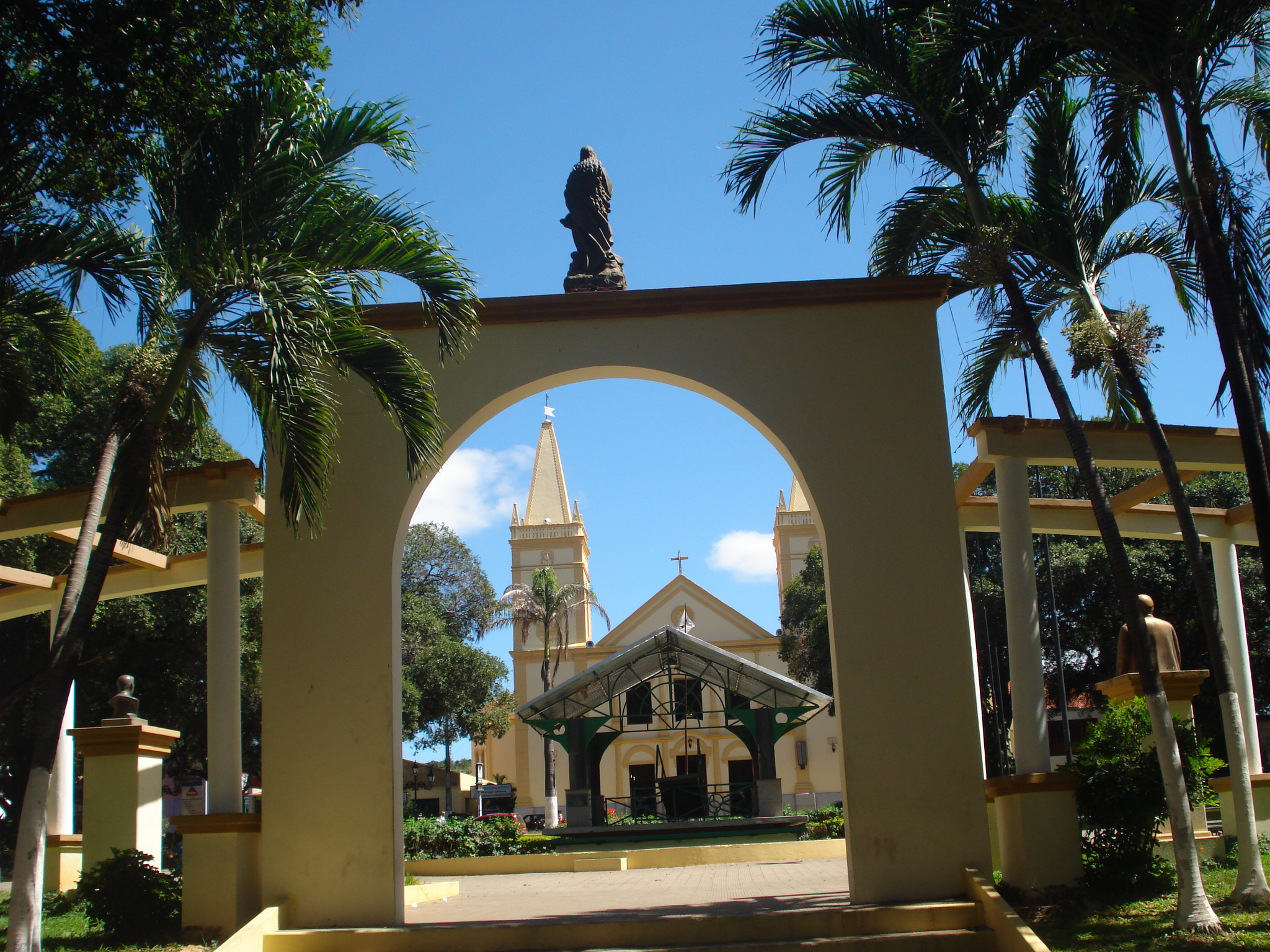
A Praça da Sé, no centro comercial da cidade, com a catedral ao fundo.

A primeira manifestação de apoio eclesiástico aconteceu em terras doadas pelo capitão-mor Domingos Álvares de Matos e sua mulher, Maria Ferreira da Silva. Doação de terras feita aos índios Cariús da Missão ratificada perante o tabelião Roque Corrêia Merreiras no dia 13 de dezembro de 1743. Essa doação localizava-se, inicialmente, em terras encravadas a dois quilômetros a sudeste da povoação, transferindo-se, em data posterior, para a margem direita do rio Granjeiro. Os trabalhos da primitiva Igreja, dedicada a Nossa Senhora da Penha de França e São Fidélis de Sigmaringa, tiveram início em 1745, tendo como responsável, o frei Carlos Maria de Ferrara. Em 1762, foi criada a Paróquia, na aldeia do Miranda, sob a invocação de Nossa Senhora da Penha.
A edificação desse primitivo templo revela o atraso de sua época, considerando sua estrutura como as paredes de taipa, piso de barro batido e coberta de palhas, tendo ainda os caibros e ripas trançados de cipós. A permanência desses religiosos, no que se chamou de Missão do Miranda, estendeu-se por espaço de dez anos.
A freguesia criou-se por provisão de março do ano de 1762 e inaugurou-se a 4 de janeiro de 1768, tendo como seu primeiro vigário o padre Manuel Teixeira de Morais. Com o desgaste do tempo, a estrutura física entra em deterioração, situação que levou o padre Antônio Lopes de Macedo Júnior, pároco da Freguesia de Nossa Senhora da Penha, a endereçar requerimento à Junta do Real Erário, solicitando fundos necessários à construção da capela-mor ou igreja matriz. Atendido o seu pedido, iniciaram-se os trabalhos cuja conclusão data de 1817, constando os atos inaugurais de 3 de maio do mesmo ano.
A povoação de Miranda elevou-se à categoria de vila em 16 de dezembro de 1762, tendo sido instalada em 21 de junho de 1764 como Vila Real do Crato, no século XVIII, desmembrada da cidade de Icó e constituindo com essa, Lavras e Umari os mais importantes núcleos de povoamento na época colonial no interior do Nordeste. Foi tornada cidade pela Lei Provincial nº 628, de 17 de outubro de 1853.

### Século XIX: influências de Pernambuco

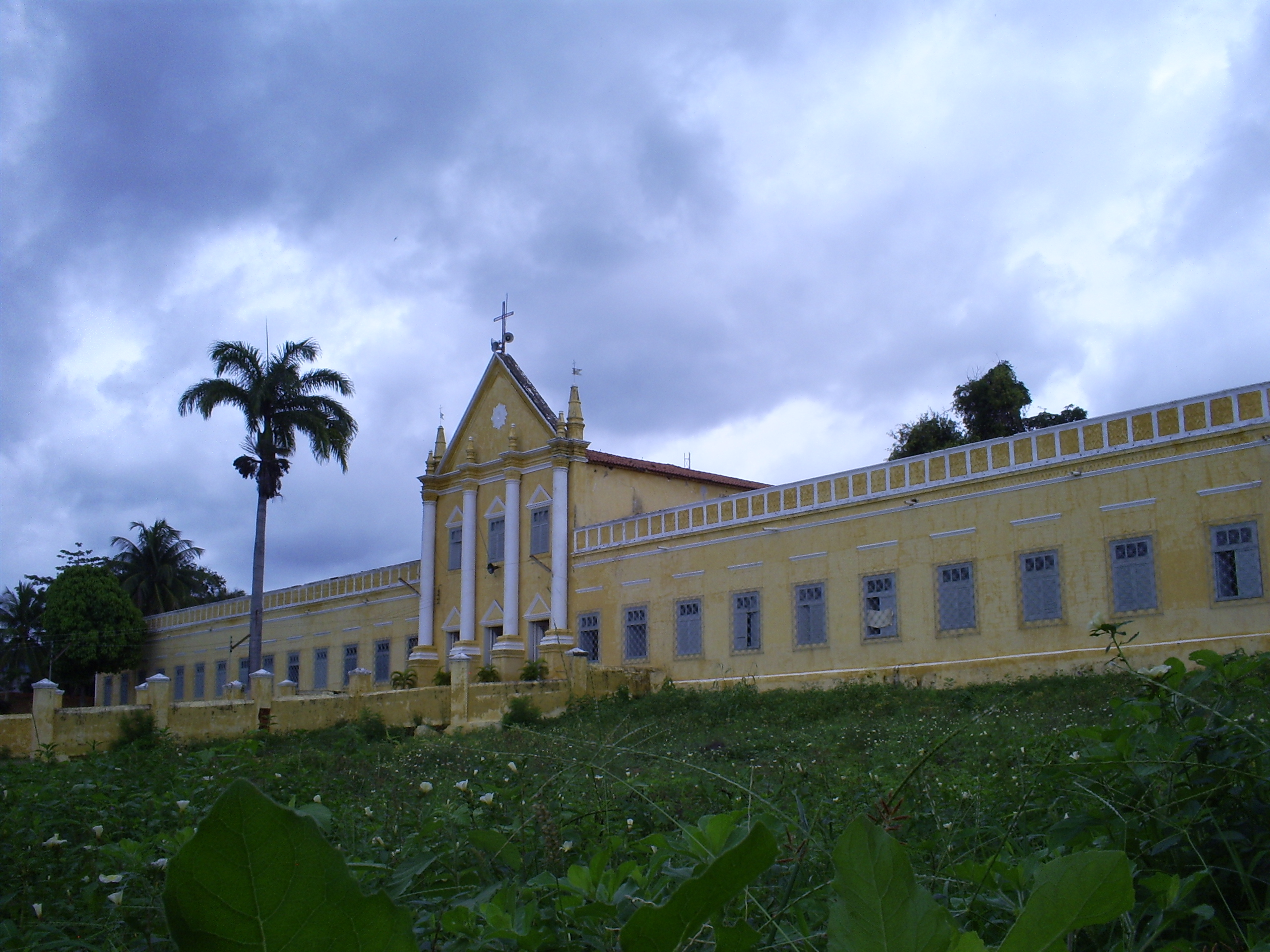
Seminário São José, no bairro Seminário.

No século XIX, já habitavam na vila do Crato famílias que enviavam seus filhos para estudar em Recife, capital da província de Pernambuco. Foi por lá que muitos entraram em contato com os ideais de independência e adoção do regime republicano no país. Assim, José Martiniano de Alencar, subdiácono e estudante do Seminário de Olinda, deflagrou o movimento republicano no conservador Vale do Cariri, a ter o Crato como palco principal. Repercutindo os ideais da Revolução Pernambucana de 1817, Martiniano "proclama" a independência do Brasil no púlpito da matriz da cidade em 3 de maio de 1817. Com isso, a cidade do Crato foi considerada um país por um dia. O proprietário Leandro Bezerra Monteiro, o mais importante proprietário rural do Cariri, católico e monarquista, pôs fim ao intento republicano. Os revolucionários foram presos pelo Capitão-Mor José Pereira Filgueiras e enviados para as masmorras de Fortaleza e posteriormente para as de Salvador, na Bahia. Entre os prisioneiros estavam Tristão Gonçalves de Alencar Araripe e Dona Bárbara de Alencar, irmão e mãe de José Martiniano. Recebem a anistia pela autoridade real posteriormente.
Em 1822 cerca de dois mil voluntários liderados por José Pereira Filgueiras participaram da Guerra de Independência do Brasil no Maranhão e Piauí.
Em 1824 eclode em Pernambuco a Confederação do Equador. Tristão Gonçalves de Alencar Araripe mais uma vez adere ao movimento e é aclamado pelos rebeldes Presidente da Província do Ceará. O capitão-mor Filgueiras, agora reconciliado com ele, se torna o chefe militar. Em 31 de outubro de 1825 morre em combate com forças contrárias ao movimento. Após tais acontecimentos, em Crato, assim como no Cariri, muitos se dividem entre monarquistas e republicanos. Entre os primeiros estavam Joaquim Pinto Madeira e Leonardo José Douétts, chefes políticos das Vilas de Jardim e Umari, respectivamente, e Capitães de Ordença que prenderam os revolucionários, entre eles Tristão Gonçalves de Alencar Araripe . Com a renúncia de D. Pedro I, inimigos do monarquista aproveitam para se vingar e Pinto Madeira em sua defesa arma dois mil jagunços com a ajuda do vigário de Jardim, padre Antônio Manuel de Sousa. Invadem o Crato em 1832 para derrotar os inimigos políticos. Apesar de vitoriosos no começo, Pinto Madeira e Antônio Manuel sofrem reveses e, finalmente presos, são enviados ao Recife e Maranhão. Retorna ao Crato em 1834 e é condenado a forca, sentença posteriormente comutada para fuzilamento, em face do réu ter alegado sua patente militar de coronel. Tanto Tristão Gonçalves quanto Pinto Madeira dão nome a rua e bairro, respectivamente, na cidade nos dias de hoje.

### Segunda metade do século XIX: Criação da Diocese, Caldeirão e outras mudanças
No início do século XX, a cidade dividiu com o recém criado município de Juazeiro do Norte a liderança política do vale do Cariri. Joaseiro, como era conhecido, era uma localidade pertencente à Crato e seu processo de autonomia política seria encabeçado por, entre outros, padre Cícero Romão Batista.
Em 20 de outubro de 1914, é criada a Diocese do Crato pelo papa Bento XV através da Bula "Catholicae Ecclesiae". A Igreja Católica foi responsável pelo progresso material e social do Crato inicialmente, pois aí fundou o Seminário menor de São José (primeiro do Interior cearense), a pioneira cooperativa de crédito (Banco do Cariri), escolas, hospitais e a Faculdade de Filosofia do Crato, embrião da atual Universidade Regional do Cariri fundada no ano de 1986. Ainda em 1914, Crato foi palco de confrontos da Sedição de Juazeiro, levante que levaria à deposição do Governador Marcos Franco Rabelo.
Em 1926, o Crato ligou-se a Fortaleza, através da inauguração da estação de trem do Crato, o ponto final da extensão da Estrada de Ferro de Baturité, que teve início a partir de 1910.
Durante a seca de 1932, o Crato é um dos locais onde é instalado pelo governo estadual um dos Campos de Concentração no Ceará ou mais conhecido como os Currais do Governo. Os flagelados da seca que procuravam a ajuda do padre Cícero foram então alojados no sítio da localidade de Buriti. O campo do concentração do Crato foi um episódio marcante na História do Ceará.

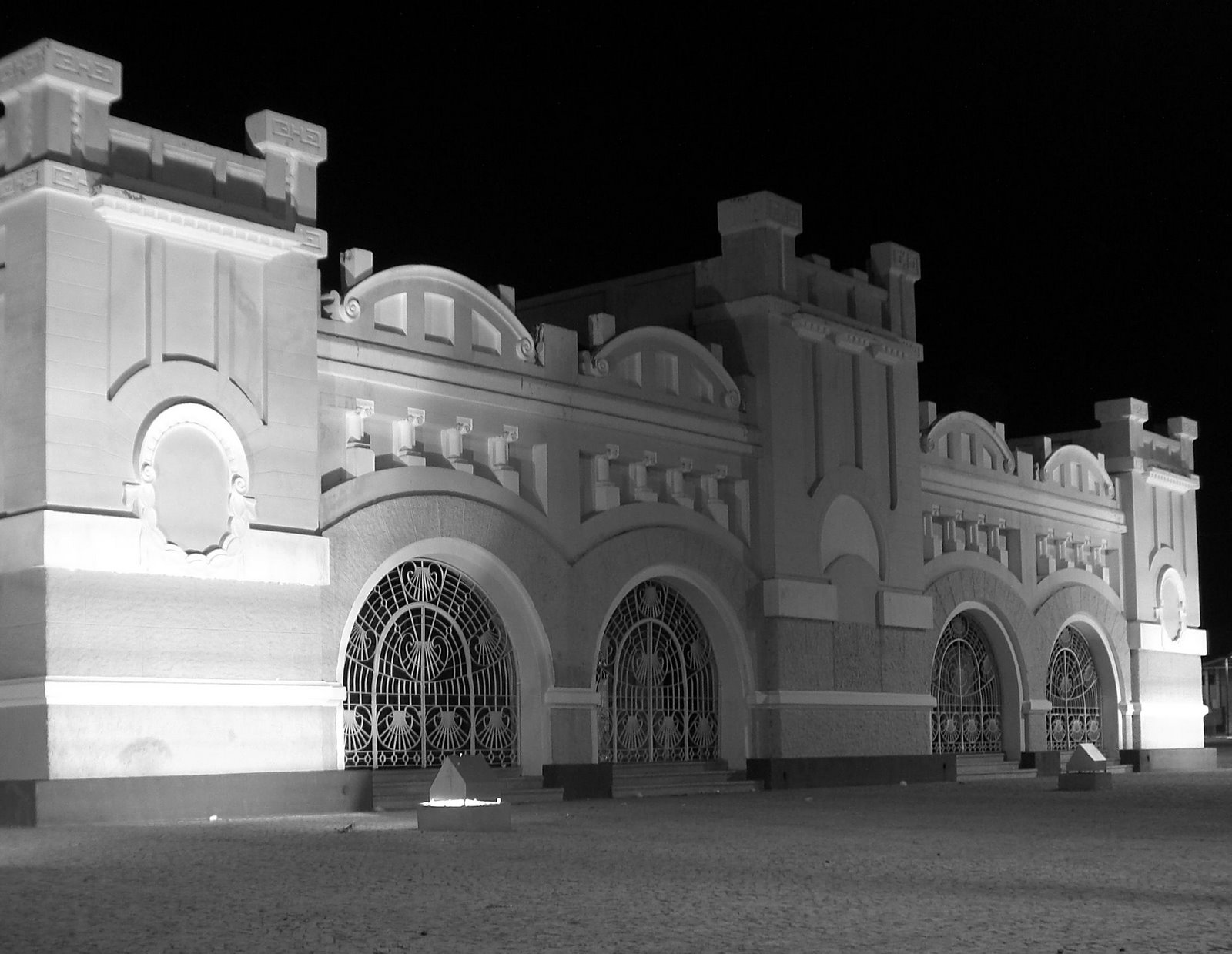
Estação da RFFSA, desativada e hoje Centro Cultural em Crato.

Com o fim de canudos, o beato José Lourenço Gomes da Silva vem morar em Crato e, com o aval do Padre Cícero, funda a irmandade da Santa Cruz do Deserto. A primeira base desta comunidade localizava-se no Sítio Baixa Dantas. Em 1926 a irmandade sai deste sítio e vai para o Caldeirão dos Jesuítas. O Caldeirão de Santa Cruz do Deserto, um experimento sociorreligioso que incomodou as principais forças regionais da época, teve o seu fim em 1937 e entrou para a História do Ceará como um massacre no qual, pela primeira vez História do Brasil, aviões foram usados como objetos de arma.
O município, atualmente, mantém um padrão de vida significativo se comparado com algumas cidades não muito distantes da região do Cariri. Seu último e atual bispo, o ítalo-brasileiro Dom Fernando Panico, deu início ao processo de reabilitação do Padre Cícero, abrindo, assim, uma possibilidade para que o sacerdote seja oficialmente beatificado e, futuramente, canonizado pela Igreja Católica.
Chegada das primeiras igrejas Evangélicas na cidade de Crato.
A chegada das primeiras igrejas evangélicas à cidade do Crato, no Ceará, está inserida em um contexto mais amplo da expansão do protestantismo no Brasil, especialmente no interior do Nordeste, no final do século XIX e início do século XX. Essa expansão foi marcada pela atuação de missionários estrangeiros, colportores (vendedores de literatura religiosa) e brasileiros convertidos ao protestantismo.
Fatores históricos e sociais Chegada do protestantismo no Brasil: O protestantismo chegou ao Brasil no século XIX, inicialmente com missionários presbiterianos, batistas, metodistas, que se concentraram nas capitais e gradualmente se expandiram para o interior. Abertura econômica e cultural: No final do século XIX, o Brasil abriu suas portas para influências externas, especialmente após a Proclamação da República em 1889, que garantiu a liberdade religiosa. O papel do Crato no cenário regional: Crato, como um importante polo cultural e econômico no Cariri, atraiu missionários e iniciativas evangélicas que buscavam alcançar as populações urbanas e rurais da região. Primeiros registros das igrejas evangélicas no Crato Presença missionária: Os primeiros relatos de protestantismo no Cariri surgem no início do século XX, por meio de missionários que chegaram ao Ceará e se deslocaram para o interior. Missionários batistas, adventistas e presbiterianos estabeleceram as primeiras bases, promovendo atividades como pregações ao ar livre e a distribuição de Bíblias. Igreja Presbiteriana: A Igreja Presbiteriana foi uma das primeiras denominações evangélicas a se estabelecer em Crato, como em outras cidades do Ceará. Sua chegada foi impulsionada pelo trabalho de colportores e missionários presbiterianos vindos de Fortaleza. Batistas. Os batistas também tiveram um papel significativo no início do protestantismo no Crato, com a realização de cultos em residências e o estabelecimento de congregações. Pentecostalismo no Crato: O movimento pentecostal chegou mais tarde, a partir da década de 1930 e 1940, com a fundação de igrejas como a Assembleia de Deus, que rapidamente se expandiu na região, conquistando grande número de adeptos. Comunidade Evangélica Cristo Vive, se destaca pela evangelização de muitos jovens, evangelismos nos lares, realização de (Células de estudos bíblicos) e importante trabalho comunitário e social conhecido como “ação social Amigos do Bairro”. Atualmente outras igrejas evangélicas tem feito importantes trabalhos evangelísticos e sócias, entre elas: PIB, Igreja Cristã Gileade, Igreja Nova Aliança, Igreja Batista Agua da Vida, Igreja rio de Vida, Igreja Casa de Oração Peniel, Igreja Batista Maranata, Igreja Servos de Cristo, AD Templo Central, AD Comadesma, AD Palavra de Vida, Igreja Congregacional ágape, Igreja Batista Jeruel, Igreja Kemuel, Ministério Louvor Sertão. Em 2019 é fundada a OMEC-Crato, Ordem de Ministros Evangélicos de Crato, uma entidade que representa os pastores evangélicos de Crato.

## Geografia

### Clima
A pluviosidade no município é de 1 086 milímetros anuais, com chuvas concentradas de dezembro a abril. As temperaturas médias ao longo do ano variam entre 24 °C e 27 °C, com médias mínimas de 18 °C até médias máxima de 33 °C. Nas zonas altas da cidade, no topo da Chapada do Araripe, as temperaturas costumam ser mais frias devido à altitude. Na vizinha Barbalha, situada em altitude similar, a estação meteorológica local demonstra que, da região do Araripe, as mínimas absolutas (no período 1961-1990) variaram entre 10 °C e 18 °C, enquanto as máximas absolutas foram de 34 °C a 37 °C, conforme o mês do ano.
| Dados climatológicos para Crato | Dados climatológicos para Crato | Dados climatológicos para Crato | Dados climatológicos para Crato | Dados climatológicos para Crato | Dados climatológicos para Crato | Dados climatológicos para Crato | Dados climatológicos para Crato | Dados climatológicos para Crato | Dados climatológicos para Crato | Dados climatológicos para Crato | Dados climatológicos para Crato | Dados climatológicos para Crato | Dados climatológicos para Crato |
| Mês                             | Jan                             | Fev                             | Mar                             | Abr                             | Mai                             | Jun                             | Jul                             | Ago                             | Set                             | Out                             | Nov                             | Dez                             | Ano                             |
| ------------------------------- | ------------------------------- | ------------------------------- | ------------------------------- | ------------------------------- | ------------------------------- | ------------------------------- | ------------------------------- | ------------------------------- | ------------------------------- | ------------------------------- | ------------------------------- | ------------------------------- | ------------------------------- |
| Temperatura máxima média (°C)   | 31,2                            | 30,2                            | 29,4                            | 28,9                            | 28,3                            | 28,6                            | 29,1                            | 30,6                            | 31,8                            | 32,5                            | 32,3                            | 32                              | 30,4                            |
| Temperatura média (°C)          | 26                              | 25,4                            | 24,9                            | 24,5                            | 23,8                            | 23,6                            | 23,5                            | 24,6                            | 25,6                            | 26,4                            | 26,5                            | 26,4                            | 24,1                            |
| Temperatura mínima média (°C)   | 20,9                            | 20,7                            | 20,5                            | 20,2                            | 19,4                            | 18,6                            | 16                              | 18,6                            | 19,5                            | 20,3                            | 20,8                            | 20,9                            | 19,9                            |
| Precipitação (mm)               | 173                             | 209                             | 241                             | 201                             | 57                              | 27                              | 10                              | 6                               | 6                               | 24                              | 44                              | 88                              | 1 086                           |
| Fonte: Climate Data.            |                                 |                                 |                                 |                                 |                                 |                                 |                                 |                                 |                                 |                                 |                                 |                                 |                                 |

### Hidrografia
As principais fontes de água fazem parte da bacia do rio Salgado, sendo seus afluentes os rios: Carás e das Batateiras riachos: Correntinho, Carão, dos Carneiros, São José e outros tantos. Existem ainda diversos açudes, sendo os de maior porte o Açude dos Gonçalves e o Açude Tomaz Osterne,

### Relevo
As terras do Crato fazem parte da Depressão Sertaneja, com um relevo que é constituído ao norte por formas suaves, pouco dissecadas, com maciços residuais, e a sul pela  uniformidade da Chapada do Araripe. Por estar localizada no sopé de uma chapada de altitudes consideráveis (chegando a até 920m) em meio a uma área semiárida. Os solos da região são solos podzólicos, latossolos, litólicos e solos aluviais.
Geologicamente, o substrato compõe-se de xistos, quartzitos, gnaisses e migmatitos do Pré-Cambriano indiviso, conglomerados, arenitos, grauvacas e argilitos do Eocambriano, arenitos e calcários do Paleozóico.

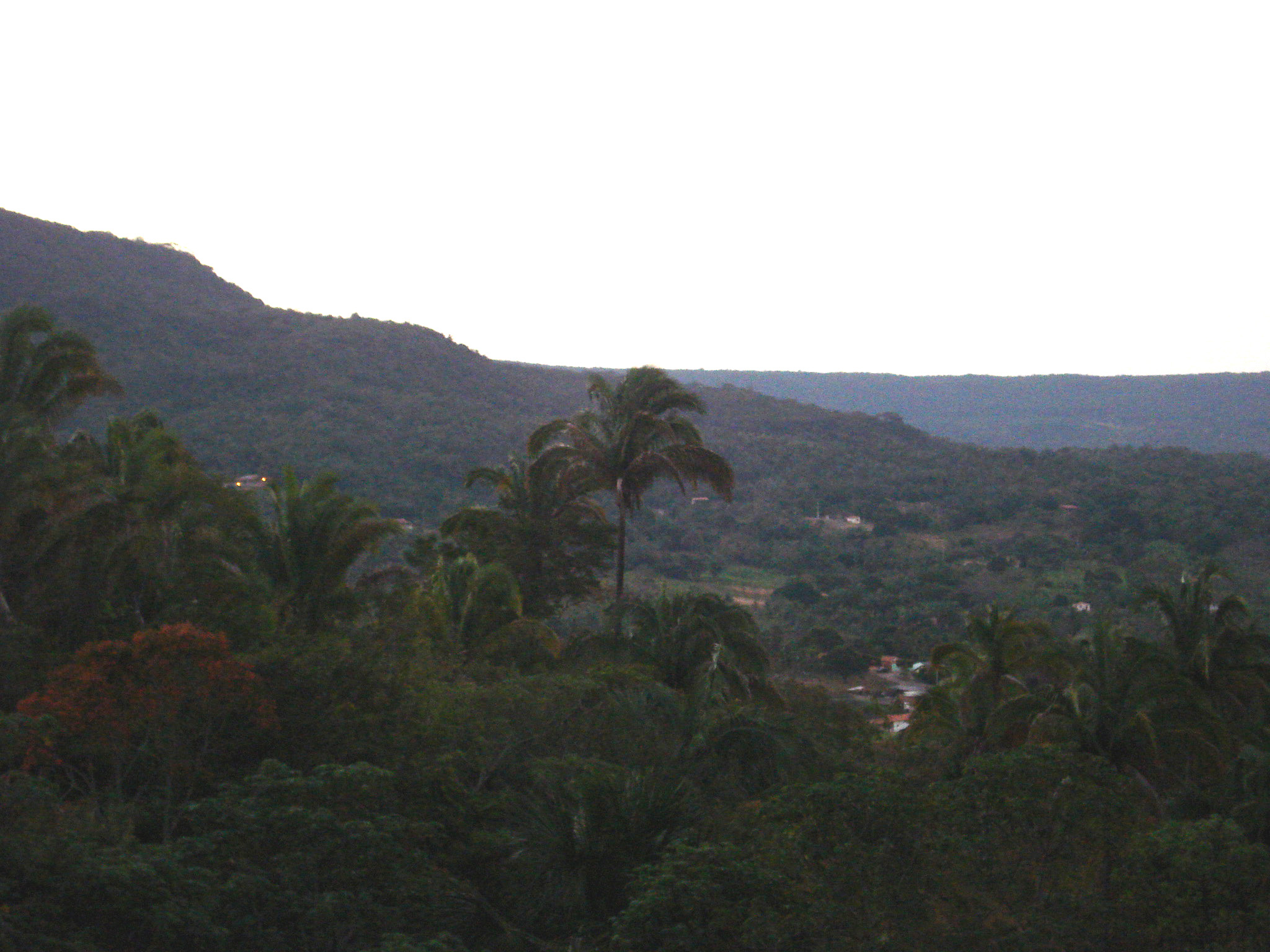
Vista parcial do Vale do Cariri a partir do Clube Serrano, na vertente da Chapada do Araripe.

### Vegetação
O Crato possui uma grande variedade de paisagens naturais, incluindo áreas de mata seca, floresta subcaducifólia tropical pluvial, cerrado, caatinga arbórea (floresta caducifólia espinhosa), mata úmida (floresta subperenifólia tropical plúvio-nebular) e carrasco (vegetação de transição presente em algumas regiões do Ceará). De acordo com dados oficiais do governo, reconhecem-se as seguintes vegetações no território do Crato: carrasco, floresta caducifólia espinhosa, floresta subcaducifólia tropical pluvial, floresta subperenifólia tropical pluvio-nebular e floresta subcaducifólia tropical xeromorfa.
Dada a variedade de paisagens, a cidade do Crato possui grande biodiversidade, que está relativamente bem preservada graças à Floresta Nacional do Araripe, que foi a primeira floresta nacional estabelecida no Brasil, em 1946, e abrange parte do território de Santana do Cariri, Crato, Barbalha e Jardim, totalizando 39.262,326 hectares. Por sua riqueza biológica, o Crato é um dos locais mais importantes para a preservação do degradado patrimônio ecológico no Ceará e para a preservação dos resquícios de mata atlântica, vegetação que quase desapareceu em todo o Nordeste.

### Subdivisões
O município também é dividido em dez distritos: Crato (sede), Baixio das Palmeiras, Belmonte, Campo Alegre, Dom Quintino, Monte Alverne, Bela Vista, Ponta da Serra, Santa Fé e Santa Rosa.
Bairros
- Alto da Penha
- Barro Branco (Conjuntos I e II)
- Centro
- Cruz
- Franca Alencar (loteamento)
- Gizélia Pinheiro (Batateira)
- Granjeiro
- Independência (asa)
- Lameiro
- Mirandão
- Mutirão
- Muriti
- Novo Crato (conjunto)
- Novo Horizonte
- Ossian Araripe
- Pantanal
- Pimenta
- Pinto Madeira
- Parque Recreio
- Santa Luzia (conjunto)
- São José
- São Miguel
- São Bento
- Seminário
- Sossego
- Vila Alta
- Vila Lobo
- Zacarias Gonçalves

## Estrutura socioeconômica

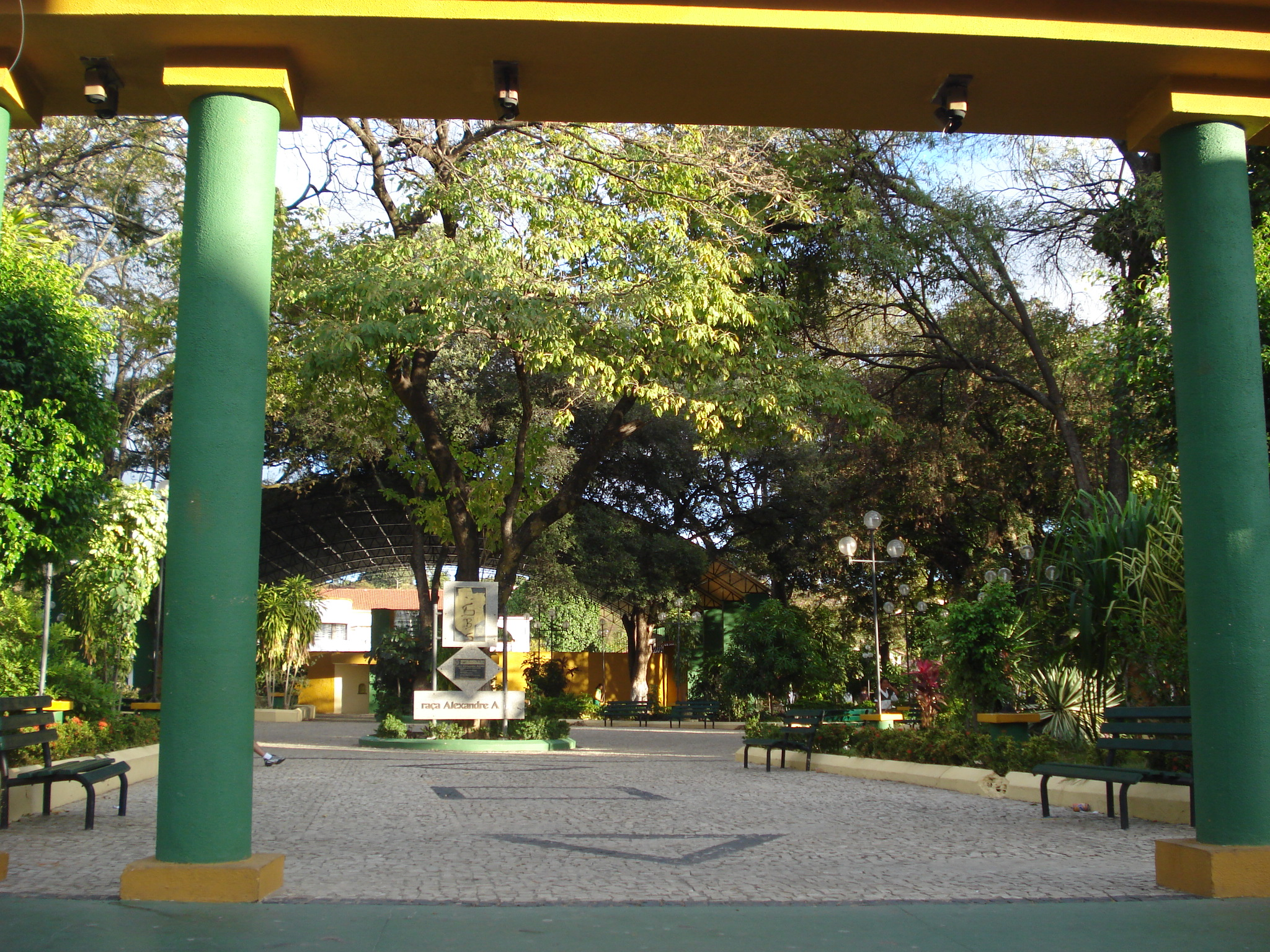
Uma das muitas praças da cidade. Praça Alexandre Arraes.

A vasta maioria da população cratense, 83,11%, mora na zona urbana. A maior parte dos moradores urbanos dispõe de serviços de água encanada (90,03%), energia elétrica (99,70%) e coleta de lixo (92,23%), representando um significativo progresso em relação a 1991, quando esses serviços estavam disponíveis para 52,59%, 77,77% e 50,22% dos cratenses, respectivamente. Outros serviços largamente disponíveis na cidade são transporte público, serviço telefônico, internet, correios e telégrafos, serviços bancários, hospitais e educação pública e privada do fundamental ao nível superior. Em relação ao resto do Ceará, o Crato se destaca como o 3º município com maior Índice de Desenvolvimento Humano Municipal (IDHM), composto por índices de longevidade, educação e renda, quesitos nos quais o Crato está também em 3º lugar.
A cidade apresenta altíssima desigualdade de renda, porém esta diminuiu razoavelmente ao longo da década de 2000, reduzindo o nível de concentração da riqueza de 0,64 em 2000 para 0,57 em 2010. Apesar disso, 8,61% dos cratenses ainda são extremamente pobres e outros 24,54% sofrem com a pobreza, o que, entretanto, demonstra grande avanço em relação à pobreza extrema de 38,42% e à pobreza de 65,85% em 1991. O Crato enfrenta problemas de ordem ambiental, em decorrência da ocupação desordenada nos bairros mais altos da cidade, a exemplo no Parque Granjeiro, onde se verifica uma explosão imobiliária ao longo do leito do Rio Granjeiro, que atravessa o centro da cidade, na área mais baixa. Tal ocupação ocasionou o assoreamento e a destruição da mata ciliar do rio, o que veio a causar, nos últimos anos, violentas inundações durante a quadra invernosa (muito intensa em Crato nos meses de janeiro a abril).

### Saúde
O Crato possui expectativa de vida de 74,3 anos e mortalidade infantil (até 1 ano de idade) de 10 por mil nascidos vivos em 2020 , ambos ligeiramente melhores que a média nacional. Houve significativa melhoria nos índices básicos de saúde do cratense desde 1991: a longevidade subiu de 61,8 para 74,3 anos (+20,2%), enquanto a mortalidade infantil caiu de 61,4 para 16,5 por mil (-73,1%). Paralelamente, houve significativa queda na taxa de fecundidade da mulher cratense, passando de 3,7 em 1991 para apenas 2,2 em 2010.
A rede hospitalar do município possui cinco hospitais (Hospital e Maternidade São Francisco de Assis, Hospital São Miguel, Hospital São Raimundo) além de diversas clínicas especializadas e postos de saúde dispersados em vários pontos do município, atraindo uma grande demanda de cidades vizinhas bem como de outros estados limítrofes.

### Educação

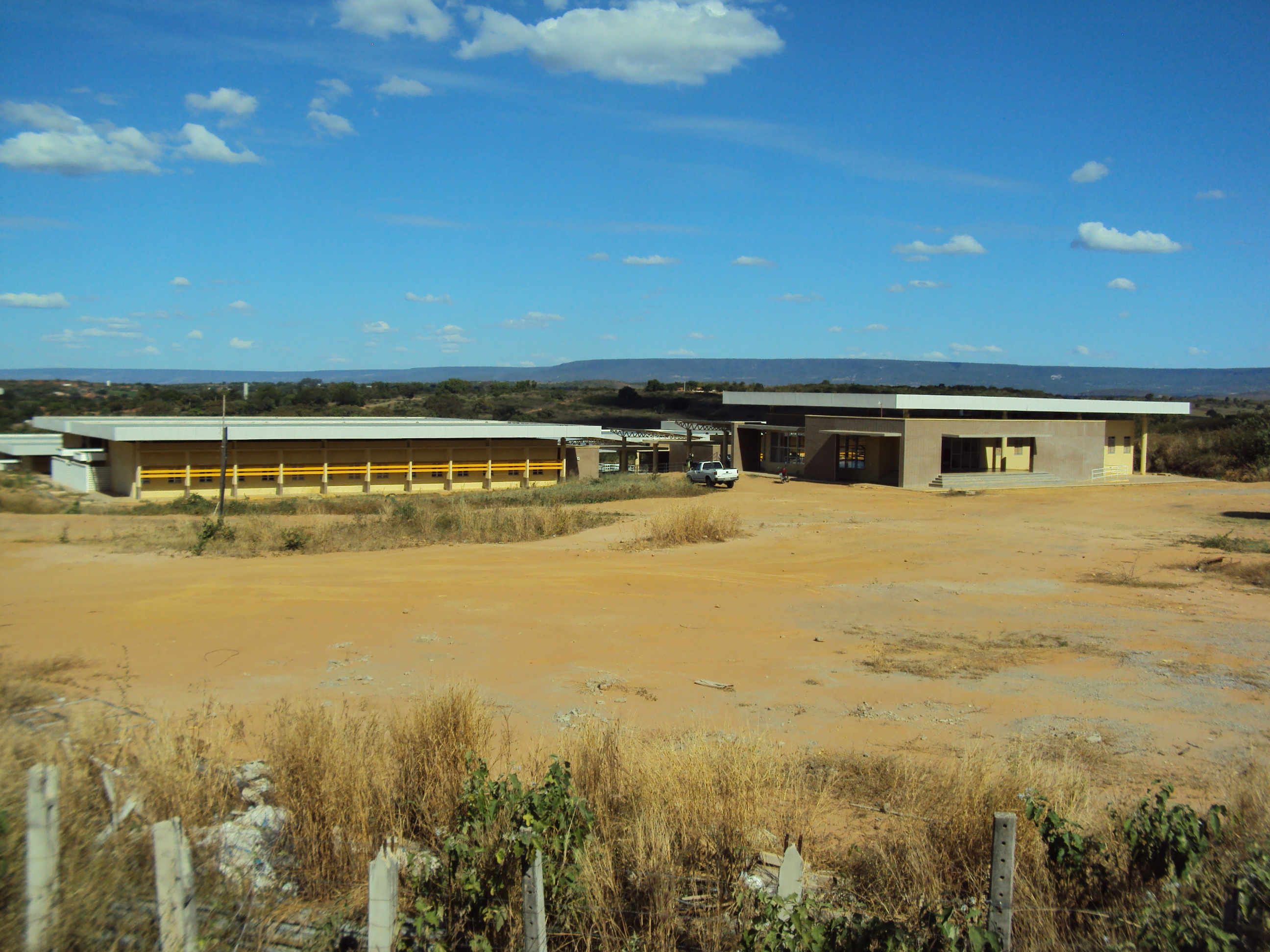
Centro de Ciências Agrárias e da Biodiversidade da UFCA

A cidade conta com extensa rede educacional, tanto pública como privada, nos três níveis de ensino. Sua rede de ensino superior é formada pelas seguintes instituições: a Universidade Regional do Cariri (URCA), cuja reitoria está localizada no Crato; a Universidade Federal do Cariri (UFCA) com o Centro de Ciências Agrárias e da Biodiversidade da UFCA, que oferta os cursos de Agronomia e Medicina Veterinária; o Instituto Federal de Educação, Ciência e Tecnologia (IFCE); a Faculdade Metropolitana do Cariri (FAMEC) e a Faculdade São Francisco (FASC). Frequentam-se também as faculdades e universidades localizadas nas cidades vizinhas de Juazeiro do Norte e Barbalha, conurbadas ao Crato.
O Crato experimentou largo avanço educacional entre 1991 e 2010, subindo do IDHM-Educação de 0,267 para 0,673. Contribuíram para isso os fortes aumentos na escolarização média da população: hoje 56,82% dos cratenses de 18 anos ou mais têm o ensino fundamental completo (eram 29,27% em 1991), enquanto 48,25% dos jovens de 18 a 20 anos têm ensino médio completo (face a 11,40% em 1991). Dentre os adultos de 25 ou mais anos, 10,8% completaram o ensino superior, porém 19,3% ainda são analfabetos. Como um todo, os habitantes do Crato têm 10,47 anos esperados de estudo, acima da média cearense de 9,82 e uma marcante melhoria em relação aos 6,96 anos de estudo em 1991.

### Transporte público e intermunicipal

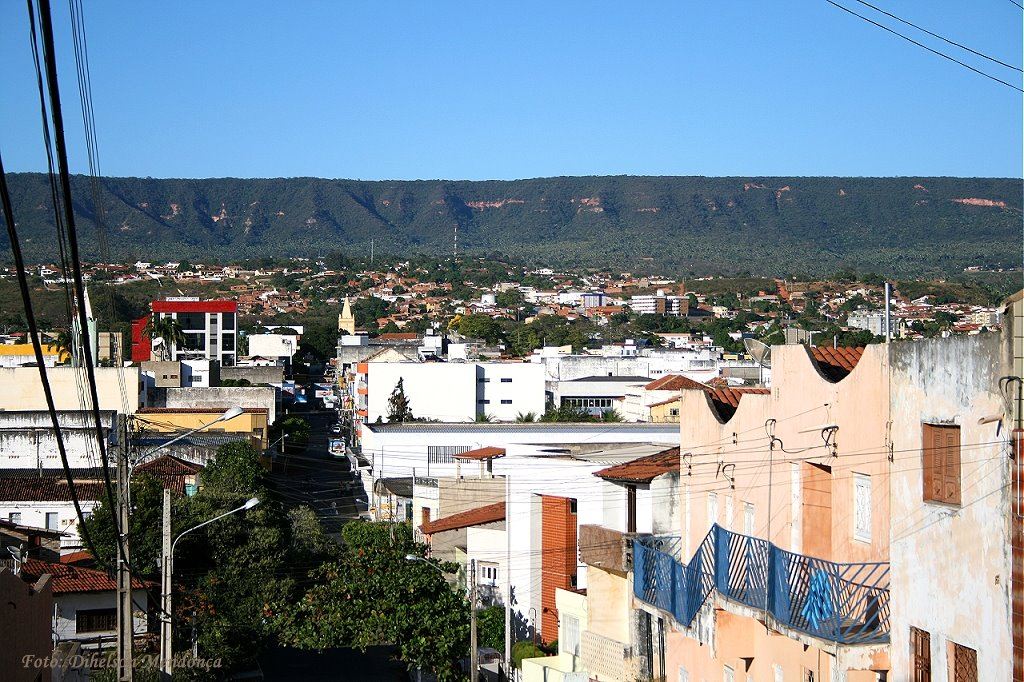
Vista da rua Pres. Kennedy.

Inaugurado em 1 de dezembro de 2009, o Metrô do Cariri é um veículo leve sobre trilhos que liga Crato ao município vizinho Juazeiro do Norte. Iniciativa do Governo do estado em parceria com as prefeituras dos municípios envolvidos, o VLT foi construído pela empresa Bom Sinal Indústria e Comércio Ltda.
O sistema público de transportes é deficitário, sendo feito por "lotações", usando-se "vans" e caminhonetes que fazem linhas para os diversos bairros e distritos do município. Existe uma pequena empresa de ônibus (Transfreire), que liga o Centro ao bairro do Granjeiro, e duas linhas intermunicipais (Crato-Juazeiro), operadas pela empresa Via Metro. Porém a cidade carece de um transporte público que interligue os outros bairros mais distantes ao centro. O terminal intermunicipal de passageiros é considerado pequeno para o movimento da cidade, de onde saem várias linhas de ônibus que ligam o Crato a quase todas as Regiões brasileiras.
A partir de Fortaleza o acesso ao município pode ser feito por via terrestre através da rodovia Fortaleza/Crato (BR-122). As demais vilas, lugarejos, sítios e fazendas são acessíveis (com franco acesso durante todo o ano) através de estradas estaduais, algumas asfaltadas.

## Economia

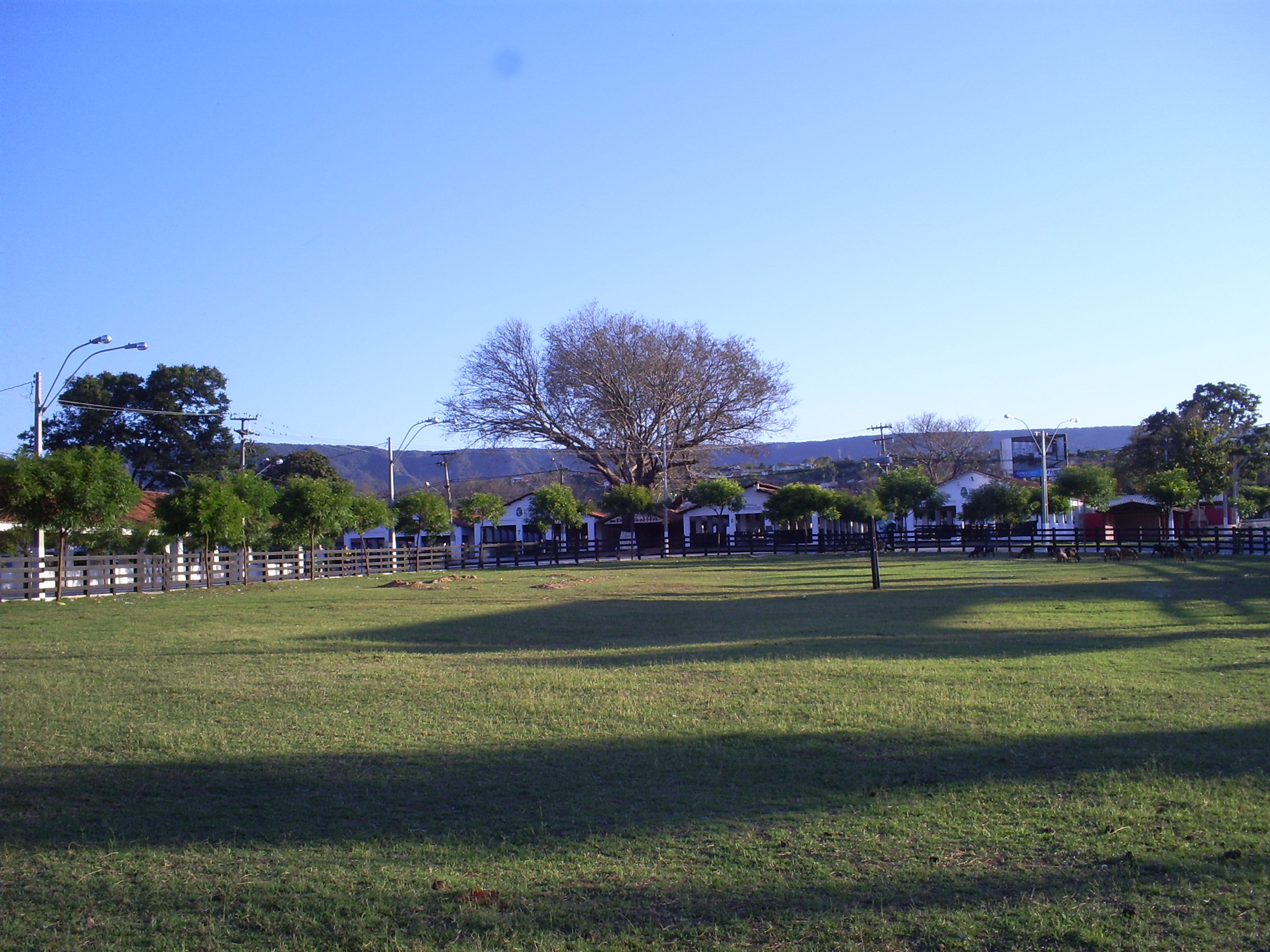
Parque de Exposição Pedro Felício Cavalcanti.

A economia local é baseada na agricultura de feijão, milho, mandioca, arroz, monocultura de algodão, cana-de-açúcar, castanha de caju, hortaliças, banana, abacate e diversas frutas. Na pecuária extensiva destaca-se criação de bovinos, ovinos, caprinos, suínos e de aves. O extrativismo vegetal também estimula a economia local com a extração de madeiras diversas para lenha e construção de cercas, uso em padarias e fabricação de carvão vegetal; atividades com babaçu, oiticica e carnaúba. O artesanato, também é uma outra fonte de renda, de redes e bordados é bastante difundido no município. Já a piscicultura desenvolve-se nos córregos e açudes.
A mineração gera fonte de renda através da extração de rochas ornamentais, rochas para cantaria, brita, fachadas e usos diversos na construção civil. Bem com a extração da areia, argila (utilizada no fabrico de telhas e tijolos) e de rocha calcária (calcinada para obtenção de cal e gipsita). Registram-se ainda nas terras do Crato a ocorrência de gipsita, utilizado na fabricação de cimento Portland, gesso e na correção de solos salinos, e chumbo.
No parque industrial do Crato localizam-se 95 indústrias.

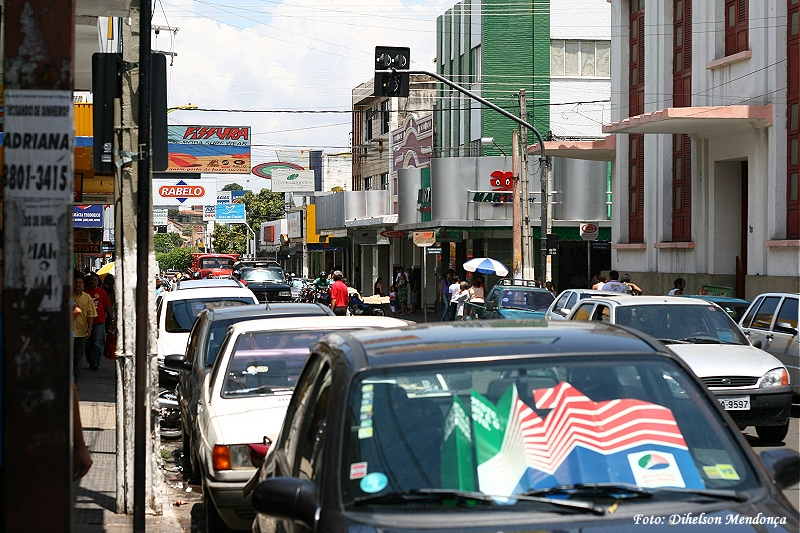
Centro comercial do Crato.

A cidade do Crato tem expressiva importância econômica regional. Destaca-se na tradicional função de comercialização de produtos rurais, provenientes do desenvolvimento da agricultura no sopé dos vales irrigados da região do Cariri. Nessa área, destaca-se a famosa Expocrato, feira agropecuária anual que inclui também shows com bandas e cantores famosos e da qual participam cerca de 500 mil pessoas todos os anos incluindo milhares de visitantes de fora da cidade, em todo mês de julho. A cidade também comercializa produtos industriais para os demais centros urbanos do Ceará, tais como: alumínio, calçados, cerâmica e aguardente, .
A cidade conta com várias agências bancárias e, conforme o IBGE, o PIB da cidade era de 846.429,00 milhões de reais em 2010, o que lhe valia um PIB per capita relativamente baixo de R$ 6.968,67. ainda segundo o IBGE em 2020 o PIB da cidade chegou a R$ 1.719.123,29 aumentando o PIB per capita para R$ 12.922,73 em 10 anos. A principal atividade econômica da cidade é o setor de comércio, cerâmica vermelha e serviços, que, segundo dados de 2002, é responsável por 68,8% do PIB municipal. Ainda pelos mesmos dados, a indústria responde por 27,6% do PIB e o setor agropecuário, embora bastante destacado na cidade graças à famosa feira agropecuária da Expocrato, é responsável por apenas 3,6%. Em 2005 o PIB do Crato foi R$ 116.122.000 maior que no ano anterior, totalizando o valor de R$ 459 764 000. O setor de comércio e serviços continua a ser o maior empregador da cidade, a verificar-se a presença de lojas de rede regional e nacional.

Uma parcela significativa da população dedica-se à prestação de serviços.

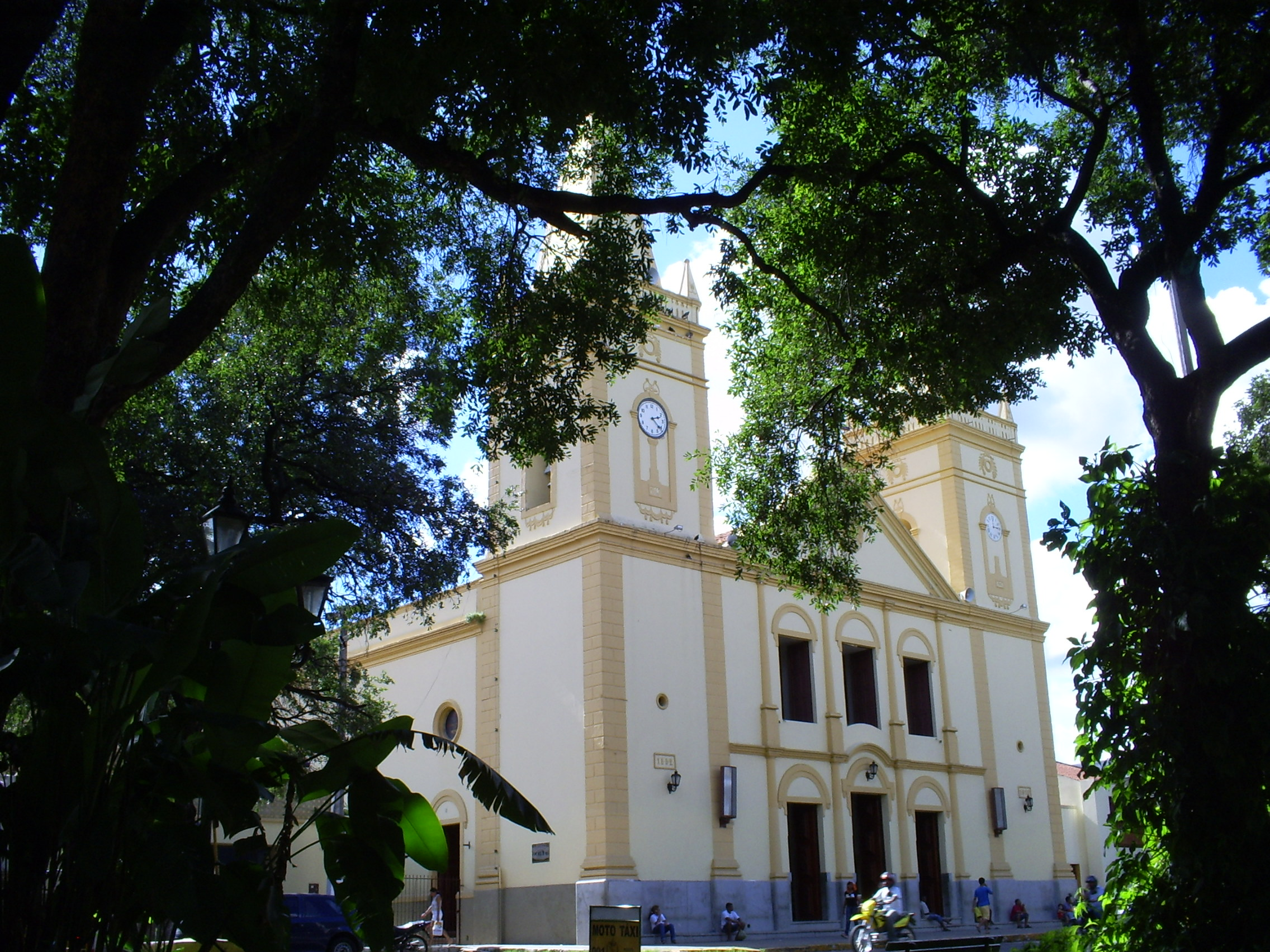
Catedral de Nossa Senhora da Penha.

### Turismo
O turismo também é uma importante fonte de renda para o município: a Chapada do Araripe e as suas belezas naturais e a arquitetura do Centro Histórico do Crato, que é datada do século XVIII.

## Cultura
O município conta instituições que promovem a cultura como:
A Marcha para Jesus é um evento cultural religioso que se caracteriza por uma caminhada cristã.     É um evento que reúne milhares de pessoas em várias cidades do mundo. A Marcha para Jesus é considerada um evento cultural religioso tradicional. O evento tem sido reconhecido como um patrimônio cultural imaterial. A Marcha para Jesus é marcada por: Caminhada por locais importantes da cidade, Música evangélica, Manifestação pública da fé cristã, Apresentações artísticas e culturais. A Marcha Para Jesus  é promovido e realizado pela  OMEC-Crato, Ordem de Ministros Evangélicos de Crato, presidida pelo pastor Ronaldo Cruz, 
- Marcha Para Jesus
- Adora Crato

- Banda de Música Municipal do Crato
- Sociedade de Cultura Artística do Crato (SCAC): no mês no novembro, de cada ano, a unidade SESC da cidade promove uma mostra de teatro com companhias de todo país;
- Instituto Cultural do Cariri: fundado em 1953, do qual foi membro o dicionarista brasileiro Tomé Cabral Santos;
- Banda Cabaçal dos Irmãos Aniceto: sua principal expressão de cultura popular, embora existam muitos outros grupos folclóricos. A cidade reúne pequenos festivais de tradições populares nordestinas;
- Palacete da estação ferroviária: hoje um Centro Cultural;
- Seminário São José, a Igreja da Sé e seu entorno;
- Museu Histórico: com várias peças do século XVIII e XIX e artefatos dos primeiros habitantes (os índios cariús);
- Museu Paleontológico: edificação mais antiga do Crato em cujo interior encontra-se fósseis de animais que viveram na região há milhões de anos.
- Centro Cultural do Cariri Sérvulo Esmeraldo: inaugurado pelo Governo do Estado do Ceará em 1 de abril de 2022 ocupa um terreno de mais 50 mil metros quadrados onde, se encontram quadras esportivas, anfiteatros, planetário, biblioteca, teatro com 500 lugares, 3 andares de sala de aula e ensaios, 3 laboratório de artes e um parque arborizado.[28]

Os principais eventos culturais do Crato são:

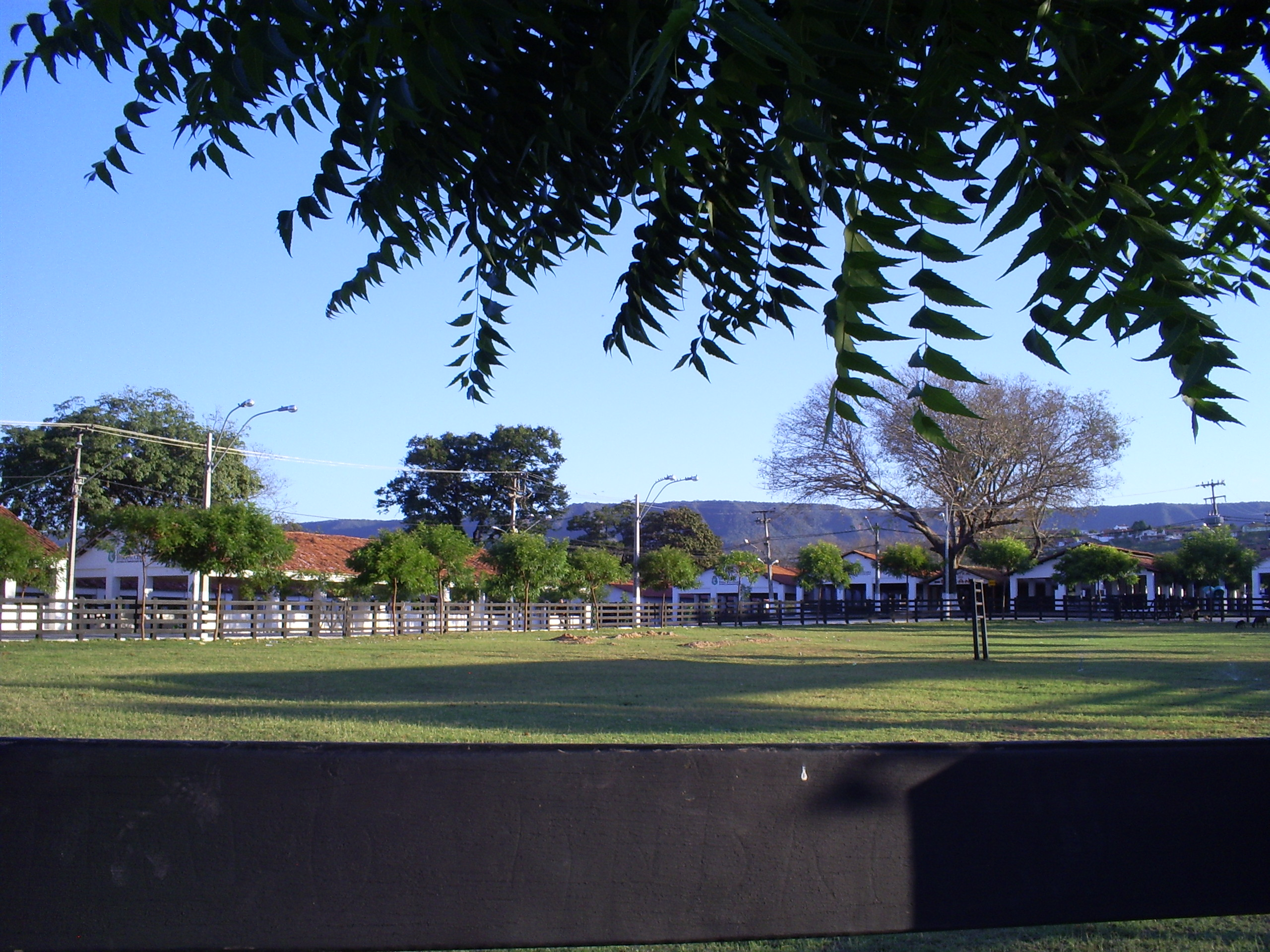
Área de leilões do Parque de Exposição Pedro Felício Cavalcanti

- Festa da Padroeira Nossa Senhora da Penha (1 de Setembro)
- Desfile de 7 de setembro
- Marcha Para Jesus (segundo sábado do mês de setembro)
- Adora Crato (abertura da semana do município)
- Semana do Município (21 de Junho)
- Expocrato (Julho)
- Santa Cruz da Baixa Rasa (Missa do Vaqueiro) (24 de Janeiro)
- Festival Calderão das Danças ( Setembro)
- Festa de Reis (6 de Janeiro)
- Dia de Reis (6 de Janeiro)
- Mostra Sesc de Arte e Culturas (Novembro)
- Natal do Belo Amor (Dezembro)
- Romaria do Caldeirão

## Cratenses ilustres
Desde suas origens, o Crato tem-se destacado pela contribuição de seus habitantes para a cultura, a política, a religião, o Direito e as artes. São exemplos os seguintes nomes:
- Abidoral Jamacaru
- Aderaldo Ferreira de Araújo (Cego Aderaldo)
- Álvaro Bomílcar da Cunha
- Antônio Martins Filho
- Augusto César de Castro Meneses
- Branca Bilhar
- Camilo Sobreira de Santana
- Dom Joaquim Ferreira de Melo
- Everardo Norões
- Francisco Cândido de Castro Meneses
- Francisco José
- Francisco Reginaldo de Sá Menezes (Xico Sá)
- Guilherme Clidenor de Moura Capibaribe (o Barrica)
- Irineu Nogueira Pinheiro
- José Kleber Callou
- José Marrocos
- José Martiniano Pereira de Alencar
- Leandro Bezerra Monteiro
- Leandro de Chaves e Melo Ratisbona
- Marcos Venâncio de Albuquerque
- Monsenhor Pedro Esmeraldo da Silva
- Padre Cícero
- Sérvulo Esmeraldo
- Siqueira Campos
- Tristão Gonçalves de Alencar
- Vicente Rosal Ferreira Leite (Vicente Leite)